# غنتر بينكو
غنتر بينكو (بالألمانية: Günter Benkö)‏، حكم كرة قدم نمساوي دولي سابق، من مواليد 12 يوليو 1955 في أوبرفارت في بورغنلاند.
حكم في كأس العالم لكرة القدم 1998، وفي كأس الأمم الأوروبية لكرة القدم 2000. وقد حكم في كأس الخليج 1998، وقد أدار مباراة منتخب الإمارات لكرة القدم ومنتخب عمان لكرة القدم في 3 نوفمبر 1998.

## وصلات خارجية
- غنتر بينكو على موقع Soccerway.com (الإنجليزية)